# Maulbronn
Maulbronn je město v zemském okrese Enz ve spolkové zemi Bádensko-Württembersko v Německu. Leží mezi městy Mühlacker a Bretten, žije v něm přibližně 6 700 obyvatel. Součástí města jsou také vesnice Schmie a Zaisersweiher. V Maulbronnu se nachází cisterciácký klášter Maulbronn, který je od roku 1993 zapsán na Seznamu světového dědictví UNESCO.
Přes území Maulbronnu prochází obchvatem silnice B35 (Bundesstraße 35), jihozápadně od města stojí železniční stanice Maulbronn West, nacházející se na Württemberské západní dráze z Bietigheimu-Bissingenu do Bruchsalu, která byla zprovozněna v roce 1853. Roku 1914 byla z tohoto nádraží přivedena do města 2,4 km dlouhá odbočka do stanice Maulbronn Stadt. Na severovýchodě prochází od roku 1991 okrajově katastrem města tunel vysokorychlostní železniční tratě z Mannheimu do Stuttgartu.